# Bazen
Bazen je ponavadi obzidan prostor z vodo, namenjen kopanju in/ali plavanju.
Manjši bazeni so povečini namenjeni lastni ali družinski uporabi. Večji bazeni so največkrat namenjeni športu (plavalni bazen) ali pa so sestavni del javnega kopališča, termalnega zdravilišča, hotela in podobno.

## Vrste bazenov
- Plavalni bazen, namenjen plavanju in ali rekreaciji
- Olimpijski bazen, namenjen športnemu plavanju in tekmovanjem (dolžina 50 m, širina 25 m)
- Zimski bazen (ogrevan in zaščiten pred zunanjo atmosfero)
- Otroški bazen, namenjen otrokom oz. neplavalcem
- Akumulacijski bazen hidroelektrarne
- Masažni bazen (Whirlpool) z masažnimi šobami
- Bazen z morsko vodo

## Značilnosti
Dimenzije bazenov so po navadi prilagojene olimpijskim bazenom (dolžina 50 m, širina 25 m).
Dimenzije bazenov so lahko večje ali manjše od tega standarda, pravilnih ali nepravilnih oblik, na odprtem, v zaprtih prostorih, v premičnih objektih (potniških ladjah, križarkah ali zasebnih jahtah) in iz različnih materialov: betona, kovine (največkrat aluminija),  plastike, steklokeramike ipd.
Bazeni z morsko vodo so lahko z ali brez plavalne povezave z morjem.

## Sanitarije in kakovost vode
Ker se nekatere masažne kadi ne izpraznijo po vsaki uporabi, je treba vodo obdelati, da ostane privlačna in varna. Ne sme biti niti preveč alkalna niti preveč kisla in mora biti razkužena, da ostane brez škodljivih mikroorganizmov. Delno zaradi visokih temperatur vode lahko masažne kadi predstavljajo posebno tveganje za zdravje, če niso redno vzdrževane: izbruhe legionarske bolezni so zasledili v slabo razkuženih masažnih kadeh. Običajno se kot razkužila uporabljata klor ali brom, vendar je kloriranje slane vode vse pogostejše.
K sanaciji lahko pomaga tudi nekemični ozonator.
Zaradi estetskih razlogov in za pravilno delovanje razkužila voda ne sme biti niti preveč alkalna niti preveč kisla (nizek pH). Pomembna je tudi stopnja trdote vode, merjena kot količina raztopljenega kalcija. Nezadostna trdota lahko povzroči korozijo in penjenje vode. Idealen razpon ravni trdote kalcija v vodi v masažni kadi ali zdravilišču bi moral biti med 150 in 250 ppm (delcev na milijon).